# 성서조선
성서조선(聖書朝鮮)은 기독교 사상가인 김교신이 일제강점기에 한국에서 1927년부터 1942년까지 발행한 무교회주의 기독교계 월간 잡지이다. 1942년 3월호 ‘개구리의 죽음을 슬퍼함(弔蝸)’ 조와사건으로 잡지는 조선총독부에 의해 강제 폐간되었다. 일제는 김교신, 수제자 류달영, 함석헌, 송두용등 기독교 지도자들과 장기려박사를 포함 전국의 독자 300여 명을 검거했다.

## 역사
김교신, 함석헌, 송두용 등 우치무라 간조에게서 무교회주의 기독교 신앙을 배운 일본 유학생 6인조의 동인지로서 동경에서 시작한 성서조선은, 유학시절 스기나미 마을(일본어: 杉竝村)에서 처음으로 모임을 가진 ‘조선성서연구회’활동 중 연구한 기독교 지식인으로서의 깨달음들을 담았다고 창간사에서 설명하고 있다.  그러나, 곧 성서조선 잡지는 김교신 혼자서 원고 수집, 편집, 총독부 검열, 교정, 출판, 배포 등의 모든 일을 감당해 내는 일인(一人)출판물의 형태로 제작되었으며, 성서연구, 성서해설,인생론,신앙론 등 다양한 제목을 담아 조선을 위한 기독교를 주장한 김교신과 그 동지들의 신앙과 신학 연구를 전파하였다.
1942년 3월호(제158호)에 실린 권두언 "조와(弔蛙)"(얼어죽은 개구리를 애도한다는 뜻)에서 일본의 억압으로 고통받는 조선을 개구리에 빗대었다고 본 조선 총독부는 성서조선을 강제폐간하였다.  이때 그동안 발간된 성서조선의 전편을 압수 폐기하는 조치의 성서조선사건을 일으켜 김교신은 1년여의 옥고를 치렀다.  
일본 경찰은  “너희 놈들은 지금까지 잡은 조선 놈들 중 가장 악질들이다. 너희들은 종교의 허울을 쓰고 조선민족의 정신을 깊이 심어 100년, 아니 500년 후에라도 독립이 될 터전을 마련해두려는 고약한 놈들이다.” 라며 맹비난했다.
김교신은 서대문 형무소에서 옥고를 치르고  가장 더럽다 천대받던 흥남질소 비료공장에서 5천여명의 노동자들을 위해 헌신하다 본인도 발진티브스에 전염돼 해방 백일전 유명을 달리했다.
독립을 보지 못한 김교신은 일제강점기 암울한 시기에도  ‘조선지리소고(朝鮮地理小考)’에서 동양의 고난이 이 땅에 집중된 것은 한반도가 동양의 중심임을 증명하며, 따라서 동양의 가장 고귀한 사상 또한 한국에서 나올 것이라고 민족에 희망을 전했다.
교회사학자 민경배(연세대)는 “민족교회사를 공부할수록 그 주류와 명맥은 김교신밖에 없겠다는 생각이 깊어가고, 그의 인품과 신앙이야말로 한국 기독교의 모습, 나라 사랑의 길이라는 생각이 더해 간다.”고 밝히는등 김교신이 성서조선에서 보여준 기독교적애국심은 한국 부흥의 원동력이 되었다.
성서조선 사건으로 투옥되었던 장기려박사는 평생 의료 봉사로 류달령은 새마을 운동의 전신인 국가재건운동 본부장으로 세계 최빈국이었던 한국을 선진국으로 재건했다.
조와(弔蛙)  /    김교신 (1900-1945)
작년 늦은 가을 이래로 새로운 기도터가 생겼다. 층층 바위가 병풍처럼 둘러싸고, 가느다란 폭포 밑에 작은 연못을 형성한 곳에 평탄한 반석 하나가 연못 속에서 솟아나 한 사람이 꿇어앉아서 기도하기에는 하늘이 마련해 준 성전이다.
이 반석 위에서 때로는 가늘게 때로는 크게 기도하고 간구하고 찬송하다 보면, 전후좌우로 엉금엉금 기어오는 것은 연못 속에서 바위의 색깔에 적응하여 보호색을 이룬 개구리들이다. 산 속에 큰일이나 생겼다는 표정으로 새로 온 손님에게 접근하는 친구 개구리들. 때로는 5,6 마리, 때로는 7,8마리.
늦가을도 지나서 연못 위에 엷은 얼음이 붙기 시작하더니 개구리들의 움직임이 날로 날로 느려지다가, 나중에 두꺼운 얼음이 연못의 투명함을 가리운 후로는 기도와 찬송의 음파가 저들의 고막에 닿는지 안 닿는지 알 길이 없었다. 이렇게 소식이 막힌 지 무릇 수개월 남짓!
봄비 쏟아지던 날 새벽, 이 바위틈의 얼음 덩어리도 드디어 풀리는 날이 왔다. 오래간만에 친구 개구리들의 안부를 살피고자 연못 속을 구부려 찾아보았더니 오호라, 개구리 시체 두세 마리가 연못 꼬리에 둥둥 떠다니고 있지 않은가!
짐작컨대 지난 겨울의 비상한 혹한에 연못의 적은 물이 밑바닥까지 얼어서 이 참사가 생긴 모양이다. 예년에는 얼지 않았던 데까지 얼어붙은 까닭인 듯. 얼어 죽은 개구리의 시체를 모아 매장하여 주고 보니 연못 바닥에 아직 두어 마리가 기어 다닌다. 아, 전멸은 면했나 보다!           (현대어 번역 www.biblekorea.net)
신학적 저술 이외에도 성서조선에 실린 김교신의 일기 등은 해방 직후 부족했던 한국어 교육의 교본으로 사용될 정도로 뛰어났으며, 그 속에 담긴 김교신의 투철한 교육 철학과 교육 현장의 생생한 이야기들은 교사들에게 많은 영향을 끼쳤다. 광복 이후 노평구 등의 노력으로 전편을 다시 수집하여 영인본과 전집의 형태로 재발간하였으며, 부키에서 전집으로 출간하기도 했다.